# Austropetalia patricia
Austropetalia patricia es una especie de odonato anisóptero del género Austropetalia, endémica de Australia. Comparte el género y distribución con Austropetalia tonyana. Localmente se la llama "waterfall redspot", debido a que comúnmente se la encuentra cerca de cascadas ("waterfall') y por sus manchas rojiza se la llama "redspot". 

## Distribución
Se encuentran en la costa sureste de Australia en la región de la capital, caracterizándose con mayor presencia al norte de esta zona, Nueva Gales del Sur (Murray-Darling basin, costa Sureste) y en Victoria (Murray-Darling basin, costa sureste), siendo Bogong High Plains un lugar con una gran población. Este último posee el principal museo de Australia, Victoria Museum, el cual guarda los especímenes descritos.

## Morfología
Miden entre 7 a 8 cm. Su cabeza es color marrón rojizo, sin la raya amarilla característica de Austropetalia tonyana. Sus alas poseen las marcas rojizas características de la familia, teniendo 7 manchas en las alas anteriores, pudiendo variar en forma según el individuo, y 6 en las alas posteriores.
La cola, al igual que el tórax, posee un diseño de amarillo con café. Destacando las dos rayas amarillo claro que poseen a los costados del tórax

## Ciclo de Vida
Las larvas de este género habitan zonas húmedas, desde zonas rocosas de cataratas(entre las piedras) a pantanos, manteniéndose en aguas ricas en oxígeno. Emergen en primavera, para procrear cerca de cataratas, pudiendo ovopositar entre rocas, para esto las larvas poseen el vientre y el dorso plano, o en tierra húmeda con hojas, habiéndose observado en las larvas de estadios más maduros un movimiento durante la noche para alimentarse de musgos.
Su actividad es a la luz del sol, creyéndose posible su actividad crepuscular.